# L'ultimo travestimento
L'ultimo travestimento è un film muto italiano del 1915 diretto da Augusto Genina.